# نانسی درو (فیلم ۲۰۰۷)
نانسی درو (به انگلیسی: Nancy Drew) یک فیلم معمایی کمدی سبک جدید محصول سال ۲۰۰۷، بر اساس سری رمان پر رمز و راز محبوب در مورد یک کارآگاهی نوجوان به همین نام است.

## بازیگران
- اما رابرتس در نقش نانسی درو، کارآگاهی نوجوان و باهوش[۳]
- جاش فلیتر در نقش کورکی وینشتین
- مکس تیریوت در نقش ند نیکرسون
- ریچل لی کوک در نقش جین برینتون
- تیت داناوان در نقش کارسون درو، پدر نانسی
- دانیلا مونه در نقش اینگا وینشتین
- کلی ویتز در نقش تریش
- مارشال بل در نقش جان لشینگ
- لورا هرینگ در نقش دلا دریکوت
- بری باستویک در نقش داشیل زاکاری بیدرمایر
- کارولین آرون در نقش باربارا باربارا
- آدام کلارک در نقش گروهبان بیلینگز
- پت کرول در نقش الدرلی، همسایه بغلی
- ایمی بروکنر در نقش بس ماروین
- کی پانابیکر در نقش جورج فاین

## جوایز
- جایزه برگزیده کودکان نیکلودین

1. جایزه برگزیده کودکان استرالیا نیکلودین: فیلم محبوب ۲۰۰۷
2. جایزه برگزیده کودکان استرالیا نیکلودین: بازیگر محبوب فیلم برای اما رابرتس ۲۰۰۸

- جوایز برگزیده نوجوانان

1. جایزه بازیگر برگزیده زن نقش مکمل فیلم: کمدی برای اما رابرتس ۲۰۰۷
2. جایزه بازیگر برگزیده بازیگر زن تأثیرگذار برای اما رابرتس ۲۰۰۷

- جایزه هنرمند جوان

1. بهترین فیلم بلند خانوادگی (کمدی یا درام) ۲۰۰۷
2. بهترین عملکرد در یک فیلم سینمایی - بازیگر زن نقش مکمل جوان پیشرو برای اما رابرتس ۲۰۰۷
3. بهترین عملکرد در یک فیلم سینمایی - بازیگران جوان برای اما رابرتس، جاش فلیتر، ایمی بروکنر و کی پانابیکر ۲۰۰۷